# Sangiovese

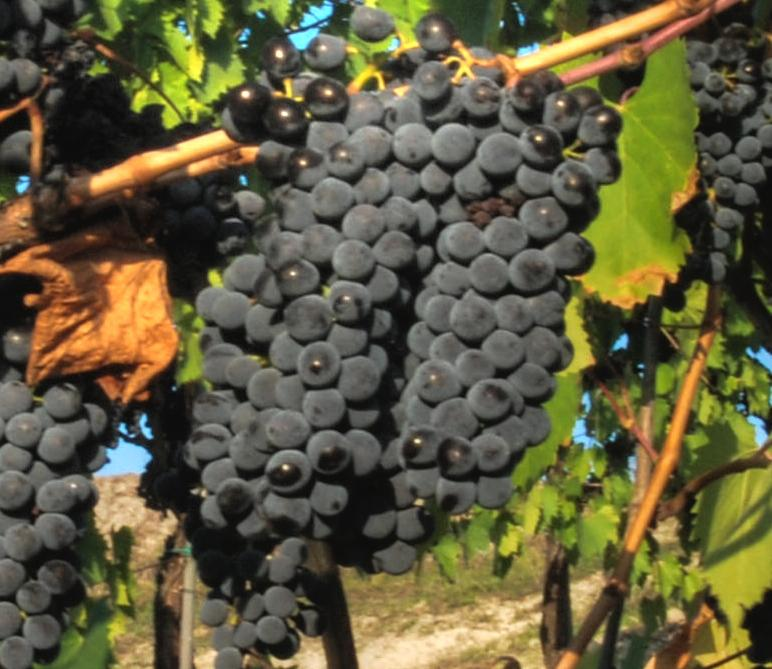
De druif Sangiovese

Sangiovese is een Italiaanse, uit Emilia-Romagna of Toscane afkomstige blauwe druivensoort. Vanwege regionale mutaties kent hij in Italië diverse gedaantes.

## Geschiedenis
Dit ras wordt voor het eerst genoemd rond 1600 in een verhandeling van Giovanni Vettorio Soderini over wijnbouw in Toscane en wel onder het synoniem Sangiogheto. De naam komt vermoedelijk van Sanguis Jovis ofwel Bloed van Jupiter, een door de monniken van Santacangelo di Romagna toevallig gegeven naam toen een bezoeker vroeg hoe deze druif heette, die zij tot dan toe simpelweg vino hadden genoemd.
Tot voor kort werd aangenomen dat Toscane de oorsprong van dit ras was, maar in 2004 werd door DNA aangetoond dat de Sangiovese een kruising is tussen de Ciliegiolo en de Calabrese di Montenuovo. De eerste wekte geen verbazing, want is immers een Toscaanse variëteit, maar de grote verrassing is de tweede. Slechts een klein aantal soorten wijnranken zijn bekend van deze redelijk obscure druif, die is ontstaan op een heuvel ten westen van Napels, die de naam Montenuovo draagt. Deze heuvel is relatief jong en werd in één nacht gevormd door een vulkanische uitbarsting in 1538.

## Kenmerken
Sterke groeier, die zeer gevoelig is voor grauwe schimmel vanwege de zeer dunne schil van de druif. Langzame groeier, waardoor dit ras pas laat tot volle rijping komt. Kan goed tegen extreme droogte doordat de wortels zeer diep gaan en dus voldoende water kunnen opnemen. De opbrengst per hectare kan hierdoor behoorlijk hoog zijn. Een ondergrond van leem lijkt toch de hoogste garantie te bieden voor een hoge kwaliteit, terwijl een hoge ligging niet wenselijk is omdat de druif dan niet tot volle rijping kan komen.
Wijnen van deze druif hebben gewoonlijk een gemiddelde tot diepe kleur, redelijk wat zuren, een variabele dosis fruit en een sterk wisselend tanninegehalte. Hoe uiteenlopend deze wijnen kunnen zijn, blijkt bij het proeven van chianti, een wijn die voor minimaal 70% uit druiven van dit ras bestaat.

## Gebieden
Uiteraard kent Italië de hoogste productie van zo'n 70.000 hectare met als voornaamste gebieden Toscane, Emilia-Romagna, Marche en Umbrië. Maar ook in het Franse Corsica wordt dit ras verbouwd en wel op zo'n 1.300 hectare. Hier wordt de druif Nielluccio genoemd en komt voornamelijk voor in de regio Patrimonio in het noorden van Corsica.
Deze druif komt ook voor in Argentinië met 2.300 hectare, Californië met 800 hectare en in kleine hoeveelheden in Zwitserland, Malta, Turkije, Zuid-Afrika en Israël.

## Synoniemen[1]
- Bruneletto
- Brunello
- Brunello di Montalcino
- Calabrese
- Cardisc
- Chiantino
- Cordisio
- Cuocignola
- Gabra Cani
- Guarnacciola
- Ingannacane
- Lacrima
- Lambrusco
- Lambrusco Mendoza
- Maglioppa
- Montepulciano Primutico
- Morellino
- Morellino de Florence
- Morellino di Scansano

- Morellone
- Moscatale
- Negretta
- Nerino
- Niella
- Nielluccia
- Nielluccio
- Niellucciu
- Pigniuolo Rosso
- Pignolo
- Pignolo Rosso
- Pignuolo
- Plant Romain
- Primaticcio
- Prugnolino Dolce
- Prugnolo
- Prugnolo di Montepulciano
- Prugnolo Dolce
- Prugnolo Gentile

- Prugnolo Gentile di Montepulciano
- Prugnolo Rosso
- San Gioveto Grosso
- San Montanino
- San Quiveto
- San Roveto
- San Zoveto
- Sancivetro
- Sangineto
- Sangiogheto
- Sangiovese dal Cannello Lungo
- Sangiovese dal Cannello Lungo di Predappio
- Sangiovese di Lamole
- Sangiovese di Romagna
- Sangiovese Dolce
- Sangiovese Elba

- Sangiovese Gentile
- Sangiovese Grosso
- Sangiovese Nostrano
- Sangiovese Piccolo
- Sangiovese Piccolo Precoce
- Sangiovese Romagnolo
- Sangiovese Toscano
- Sangioveto dell'Elba
- Sangioveto Dolce
- Sangioveto Grosso
- Sangioveto Montanino
- Sanvincetro
- Sanzoveto
- Tabernello
- Tignolo
- Tignolo Tipsa
- Toustain
- Uva Abruzzi
- Uva Canina
- Uvetta